# Mikio Ozaki
Mikio Ozaki (jap. 尾崎幹雄, Ozaki Mikio; * um 1955) ist ein ehemaliger japanischer Badmintonspieler. 

## Karriere
Mikio Ozaki gewann 1979 seinen einzigen japanischen Titel, welchen er im Herrendoppel mit Nobutaka Ikeda errang. In der Folgezeit hatten beide ein regelrechtes Abonnement auf den Bronzeplatz im Doppel, den sie von 1980 bis 1983 vier Mal in Folge belegten. 1980 nahmen beide an der Weltmeisterschaft teil und wurden 17.

## Sportliche Erfolge
| Saison | Veranstaltung                | Disziplin    | Platz | Name                         |
| ------ | ---------------------------- | ------------ | ----- | ---------------------------- |
| 1979   | Japanische Meisterschaft     | Herrendoppel | 1     | Nobutaka Ikeda / Mikio Ozaki |
| 1980   | Weltmeisterschaft            | Herrendoppel | 17    | Nobutaka Ikeda / Mikio Ozaki |
| 1980   | Japan: Einzelmeisterschaften | Herrendoppel | 3     | Nobutaka Ikeda / Mikio Ozaki |
| 1981   | Japan: Einzelmeisterschaften | Herrendoppel | 3     | Nobutaka Ikeda / Mikio Ozaki |
| 1982   | Japan: Einzelmeisterschaften | Herrendoppel | 3     | Nobutaka Ikeda / Mikio Ozaki |
| 1983   | Japan: Einzelmeisterschaften | Herrendoppel | 3     | Nobutaka Ikeda / Mikio Ozaki |
| 1985   | Japan: Einzelmeisterschaften | Herrendoppel | 3     | Nobutaka Ikeda / Mikio Ozaki |